# Cuarta División de Chile 1983
El Campeonato Nacional de Cuarta División de Chile de 1983 fue el primer torneo realizado de la categoría. Esta división fue la sucesora del Campeonato Regional de Fútbol, que agrupaba diversos equipos amateurs del centro del país. Los equipos que participaban en el Regional pasaron a formar parte de la Cuarta División, para así poder ascender a Tercera División y, de esta manera, darle la oportunidad a equipos amateurs de ascender al fútbol profesional por vía competitiva.

## Torneo Oficial
Constaba de 16 equipos (14 participantes del Torneo Regional Zona Central 1982 incluido Thomas Bata (que estuvo en receso por ese torneo), y sin contar a Autobuseros de San Bernardo (que desistió de participar en la naciente categoría), además de Barnechea y Malloco Atlético que postularon, desde sus respectivas asociaciones de origen, para participar en el primer torneo de la naciente categoría), que jugaron en un sistema de todos-contra-todos. Chilectra de Santiago resultó ser el primer campeón de la historia de la categoría, y con esto, resultó ascendido a la Tercera División para el año 1984.

## Tabla final
| Pos | Equipo               | PJ | PG | PE | PP | GF | GC | Dif | Pts |
| --- | -------------------- | -- | -- | -- | -- | -- | -- | --- | --- |
| 1   | Chilectra            | 30 | 18 | 10 | 2  | 64 | 25 | 39  | 46  |
| 2   | Andarivel            | 30 | 21 | 3  | 6  | 57 | 27 | 30  | 45  |
| 3   | Soinca Bata          | 30 | 13 | 12 | 5  | 54 | 30 | 24  | 38  |
| 4   | Municipal Las Condes | 30 | 13 | 11 | 6  | 51 | 34 | 17  | 37  |
| 5   | Lan Chile            | 30 | 8  | 16 | 6  | 35 | 28 | 7   | 32  |
| 6   | Deportes Gasco       | 30 | 10 | 12 | 8  | 31 | 29 | 2   | 32  |
| 7   | Chiprodal            | 30 | 12 | 7  | 11 | 44 | 36 | 8   | 31  |
| 8   | Thomas Bata          | 30 | 10 | 11 | 9  | 30 | 29 | 1   | 31  |
| 9   | Malloco Atlético     | 30 | 10 | 9  | 11 | 48 | 49 | -1  | 29  |
| 10  | Unión Cepol          | 30 | 8  | 9  | 13 | 49 | 60 | -11 | 25  |
| 11  | Granja Juniors       | 30 | 7  | 10 | 13 | 40 | 50 | -10 | 24  |
| 12  | Unión Veterana       | 30 | 6  | 11 | 13 | 56 | 59 | -3  | 23  |
| 13  | Barnechea            | 30 | 4  | 15 | 11 | 27 | 39 | -12 | 23  |
| 14  | Arrieta Guindos      | 30 | 4  | 14 | 12 | 37 | 63 | -26 | 22  |
| 15  | Metalúrgica Faro     | 30 | 7  | 8  | 15 | 41 | 74 | -33 | 22  |
| 16  | Comercio             | 30 | 5  | 10 | 15 | 24 | 56 | -32 | 20  |

PJ=Partidos jugados; PG=Partidos ganados; PE=Partidos empatados; PP=Partidos perdidos; GF=Goles a favor; GC=Goles en contra; Dif=Diferencia de gol; Pts=Puntos

| Campeón Chilectra Asciende a Tercera |